# Antropozofie
Antroposofia este o concepție despre om și lume fundamentată de Rudolf Steiner, care își propune să ofere cunoștințe despre lumea spirituală obținute prin cercetare spiritual-științifică. Ea susține existența unor facultăți de percepție suprasensibilă în cazul tuturor oamenilor, prin dezvoltarea cărora, urmând o metodă precisă și sistematică, se poate atinge perceperea nemijlocită a spiritualului.
Doi savanți germani au numit antroposofia „cea mai de succes formă de religie « alternativă » din secolul [al XX-lea]”. Alți savanți au afirmat că antroposofia „aspiră la statutul de dogmă religioasă”. Conform Mariei Carlson, antroposofia este o „religie pozitivistă” „oferind o teologie aparent logică bazată pe pseudoștiință”. Un dicționar de filosofie a denumit-o „o metafizică speculativă și oraculară”. Alt dicționar de filosofie o descrie drept „sistem [...] plin de mistificări esoterice și oculte”. Un psihiatru a denumit-o folie a culte.
După Swartz, Brandt, Hammer și Hansson, antroposofia este o religie (nouă mișcare religioasă), în timp ce Martin Gardner a denumit-o sectă. Un alt savant o numește, de asemenea, o nouă mișcare religioasă sau o nouă mișcare spirituală. Deja în 1924, antroposofia a fost etichetată „nouă mișcare religioasă” și „mișcare ocultistă”. Alți savanți sunt de acord că este o nouă mișcare religioasă. Conform lui Helmut Zander⁠(de)[traduceți], atât teoria cât și practica antroposofiei vădesc caracteristici ale religiei, iar Rudolf Steiner nu ar nega asta. Robert A. McDermott⁠(en)[traduceți] consideră că ea ține de tradiția rosicruciană creștină. Potrivit lui Nicholas Goodrick-Clarke⁠(en)[traduceți], Rudolf Steiner „a amestecat teosofia modernă cu o formă gnostică de creștinism, rozicrucianism și Naturphilosophie germană”. Geoffrey Ahern susține că antroposofia ține de neognosticism, văzut pe larg, pe care-l identifică noțiunilor de esoterism occidental⁠(en)[traduceți] și de ocultism. Stefanie von Schnurbein⁠(en)[traduceți] e sumar de acord că Steiner a propagat creștinismul gnostic. Heiner Ullrich e de acord că antroposofia e gnosticism.
Conform lui McDermott, „Rudolf Steiner a fost un învățător ezoteric în tradiția rozicrucian-creștină [...]”.

## Generalități
Reputația lui Rudolf Steiner este de clarvăzător. „Steiner a fost un individualist moral”.
Deși referirile la concepții religioase sunt frecvente, antroposofia nu își propune emic să reprezinte o nouă religie, ci să facă înțelese determininările istorice esoterice ale religiilor existente, precum și să vină cu impulsuri înnoitoare în toate domeniile practice ale vieții. Dar din punctul de vedere al experților în mișcări religioase este clar o religie.
Un alt obiectiv este acela de a prezenta o concepție occidentală asupra noțiunilor de reîncarnare și karma, spre deosebire de aceea descrisă de perspectiva teosofică, de care s-a desprins la începutul secolului al XX-lea.
În viziunea antroposofică, omul reprezintă o ființă integrată în microcosmos și macrocosmos, ce acționează simultan pe mai multe niveluri, orice acțiune a sa având urmări și în lumea spirituală. Fiecare persoană e considerată a fi în legătură cu diferite ființe spirituale, chiar dacă acest lucru rămâne în inconștient pentru majoritatea oamenilor. Christos ocupă un rol central în acest sistem spiritual, fiind cel care dă sens întregii evoluții pământești.
Potrivit lui Cees Leijenhorst, „Steiner și-a conturat viziunea asupra unei noi filozofii politice și sociale care evită cele două extreme ale capitalismului și socialismului”.
Gary Lachman⁠(en)[traduceți] a scris că filosofia de nivel universitar ignoră opera filosofică a lui Steiner din cauza reputației lui de ocultist.
Școala Ezoterică a Societății Antroposofice își are originea, direct și indirect, din „numeroasele grupuri pansofice și oculte aparținând Masoneriei de grad înalt”, trecând prin Societatea Teosofică și Ordo Templi Orientis.  Steiner avea gradele masonice 33 și 95.
Criticii lui Steiner, din trecut și din prezent, pe de altă parte, îl văd în cel mai bun caz ca pe un adept al pseudoștiinței care delira și era posibil instabil mintal în a crede că a accesat domeniul noumenonului lui Kant sau, în cel mai rău caz, ca pe cineva care a pus bazele pentru Hitler și național-socialism.— Aaron French

## În Germania Nazistă
Rudolf Steiner a fost un naționalist pangerman extrem, lucru de care nu s-a dezis niciodată.
„Steiner a fost membru al unui club wagnerian völkisch, iar autorii antroposofi au susținut opiniile lui Wagner despre rasă.”
„Steiner, împreună cu Hübbe-Schleiden și Hartmann, a fost afiliat Societății Guido von List, rasistă și antisemită. Pentru mulți antroposofi, de fapt, « evreitatea a însemnat însăși antiteza progresului spiritual și chintesența decăderii moderne ».” Teoriile teosofiei și antroposofiei au fost „ulterior cooptate de național-socialism”.
Steiner a finanțat publicarea cărții Die Entente-Freimaurerei und der Weltkrieg (1919) (Francmasoneria Antantei și Războiul Mondial) de Karl Heise⁠(de)[traduceți]; Steiner a scris cuvântul înainte pentru această carte, bazată în parte pe ideile sale. Publicația cuprinde o teorie conspirativă conform căreia Primul Război Mondial a fost o consecință a unui complot al francmasonilor și evreilor - în continuare țapii ispășitori ai teoreticienilor conspirației - scopul acestora fiind distrugerea Germaniei. Fapt este că Steiner a cheltuit o mare sumă de bani pentru a publica „o lucrare de anti-masonerie și anti-iudaism devenită clasică”. Scrierea a fost ulterior primită cu entuziasm de către Partidul Nazist. Dick Taverne a scris că Steiner a fost nazist (adică membru al NSDAP).
„Înainte de 1933, Himmler, Walther Darré (viitorul ministru al Agriculturii Reich-ului) și Rudolf Höss (viitorul comandant de la Auschwitz) studiaseră ariosofia și antroposofia, aparțineau mișcării de inspirație ocultă Artamanen, [...]” „Iar Himmler, Hess și Darré au promovat toți abordări biodinamice (antroposofice) ale agriculturii ca alternativă la agricultura industrială”. „ « [...] cu cooperarea activă a Ligii Reich-ului pentru Agricultură Biodinamică » [...] Pancke, Pohl și Hans Merkel au înființat plantații biodinamice suplimentare în teritoriile estice, precum și în lagărele de concentrare Dachau, Ravensbrück și Auschwitz. Mulți dintre angajați erau antroposofi.”
Steiner a influențat fascismul italian, care a exploatat „dogma lui rasistă și antidemocratică”. Miniștrii fasciști Giovanni Antonio Colonna di Cesarò⁠(en)[traduceți] (poreclit „ducele antroposof” și devenit antifascist după ce a fost ministru în cabinetul Mussolini) și Ettore Martinoli și-au exprimat în mod deschis simpatia pentru Rudolf Steiner. Colonna a făcut parte din Grupul UR⁠(en)[traduceți] (grupare ocultă pro-fascistă); cei mai mulți din acest grup erau antroposofi.
În realitate, Steiner avea atât dușmani, cât și susținători loiali în eșaloanele superioare ale regimului nazist. Staudenmaier vorbește despre „aparatul de stat-partid policratic”, așa că abordarea antroposofiei de către nazism nu era determinată prin unitate ideologică monolitică. Când Rudolf Hess a zburat în Marea Britanie, antroposofii au pierdut cel mai puternic apărător al lor, dar nu rămăsăseră fără susținători printre naziștii cu funcții înalte.
Spre sfârșitul vieții lui Steiner și după moartea lui au fost atacuri virulente la adresa lui de către membri ai Partidului Nazist, inclusiv Adolf Hitler și alți naționaliști de dreapta. Ei au criticat gândirea lui Steiner și antroposofia drept incompatibile cu ideologia rasistă a nazismului, acuzându-l de legături strânse cu evreii și chiar (în mod fals) că el însuși ar fi fost evreu. Dar Rudolf Hess, Führer-ul adjunct, a fost ocrotitorul antroposofiei și al școlilor Waldorf și apărător vehement al agriculturii biodinamice a lui Steiner. Conform lui Tommy Wieringa⁠(en)[traduceți], un scriitor olandez crescut printre antroposofi, care comenta un eseu de antroposoafa Désanne van Brederode⁠(nl)[traduceți], Rudolf Hess și Heinrich Himmler l-au văzut pe Steiner drept spirit înrudit.
Al Treilea Reich a interzis organizațiile esoterice⁠(de)[traduceți] pe motiv că ar fi controlate de evrei. În timp ce antroposofii se plângeau de răutatea presei, ei au fost în mod surprinzător lăsați în pace de regimul nazist, „inclusiv articole vădit spre susținerea lor în Völkischer Beobachter”. Puriștii ideologici de la Sicherheitsdienst au luptat îndeobște în van contra antroposofiei. Conform lui Staudenmaier, „Perspectiva persecuției imediate a fost oprită ani de zile de o remiză șubredă între aripile pro-antroposofică și anti-antroposofică ale nazismului.”
Facțiunea antiezoterică formată în SD și Gestapo a recunoscut că s-au confruntat cu adversari influenți în alte sectoare ale ierarhiei naziste. Ei știau că Hess și personalul său, Baeumler din Amt Rosenberg și Ohlendorf din SD erau dispuși să intervină în numele eforturilor antroposofice. Ministrul Agriculturii Darré și Lotar Eickhoff din Ministerul de Interne au fost, de asemenea, văzuți ca simpatizanți ai antroposofiei, iar SD a considerat șeful „Comisiei de examinare pentru protejarea scrierilor național-socialiste” a partidului, Karl Heinz Hederich drept un susținător al ocultiștilor și astrologilor.52— Staudenmaier 2014, p. 228.
În timp ce antroposofii se aflau în centrul obiectivelor SD, ei trebuiau să primească un tratament relativ blând în comparație cu alți ocultiști.— Staudenmaier 2014, p. 236.
În ciuda acestor măsuri, autorii antroposofi au putut scrie mult după iunie 1941. Franz Dreidax, Max Karl Schwarz, Elisabeth Klein, Johannes Bertram-Pingel, Georg Halbe, Otto Julius Hartmann, Rudolf Hauschka, Jürgen von Grone, Wolfgang Schuchhardt și alții au continuat să scrie și să publice pe tot parcursul războiului. Dar perturbările grave erau frecvente.— Staudenmaier 2014, p. 238.
Morala: antroposofia nu era miza disputei, ci pur și simplu niște naziști cu funcții înalte voiau să se descotorosească de alți naziști cu funcții înalte. De exemplu, Martorii lui Iehova au fost tratați mult mai agresiv decât antroposofii.
Cu toate acestea, relativa moderație a acțiunii lui Heydrich, care a pălit în comparație cu măsurile luate împotriva comuniștilor și socialiștilor, evreilor, homosexualilor, Martorilor lui Iehova, precum și a persoanelor cu dizabilități mintale și fizice, a continuat să reflecte ambivalența de bază a celui de-al Treilea Reich față de pedepsirea ocultului.— Kurlander 2015a, p. 514.
Kurlander a afirmat că „naziștii nu s-au opus ideologic științelor supranaturale înseși” — mai degrabă s-au opus cultivării libere (ne-totalitare) a științelor supranaturale.
Potrivit lui Hans Büchenbacher, un antroposof, secretarul general al Societății Antroposofice Generale, Guenther Wachsmuth, precum și văduva lui Steiner, Marie Steiner, erau „complet pro-naziști”. Marie Steiner-von Sivers, Guenther Wachsmuth și Albert Steffen își exprimaseră public simpatia pentru regimul nazist încă de la începuturile sale; dirijate de asemenea simpatii ale conducerii lor, organizațiile antroposofice elvețiene și germane au ales o cale care îmbina acomodarea cu colaborarea, ceea ce a asigurat, în cele din urmă, că, în timp ce regimul nazist vâna organizațiile ezoterice, antroposofii ne-evrei din Germania nazistă și țările ocupate de aceasta au fost lăsați în pace într-o măsură surprinzătoare. Bineînțeles că au înregistrat unele eșecuri produse de dușmanii antroposofiei din eșaloanele superioare ale regimului nazist, dar antroposofii au avut și susținători loiali în ele, deci, în general, antroposofii ne-evrei nu au fost puternic lezați de regimul nazist.
Membrii non-arieni, negermani și antifasciști ai consiliului de administrație al Societății Antroposofice au fost epurați din aceasta; nu este clar dacă asta s-a întâmplat din cauza ideologiei naziste sau din alte motive, dar epurarea a adus în mod clar Societatea Antroposofică mai aproape de nazism.
Cu toate acestea, când Hitler a amenințat că va suprima Societatea Antroposofică, consiliul executiv al acesteia – care a expulzat puțin înainte de asta o mare parte din membrii săi – a ales să colaboreze mai degrabă decât să reziste. Marie Steiner, Günther Wachsmuth și Albert Steffen știau despre intențiile violente ale lui Hitler față de poporul evreu, deoarece atacurile lui Hitler asupra antroposofiei includeau acuzația că antroposofia era aliniată cu evreii. În loc să fie solidari cu celelalte ținte ale lui Hitler, ei au dezavuat orice simpatie pentru iudaism și i-au asigurat pe liderii naziști că atât ei, cât și Steiner erau de origine pură ariană.44— McKanan 2017, p. 196.
„« Agricultura biodinamică » a lui Steiner bazată pe « restaurarea relației cvasi-mistice dintre pământ și cosmos » a fost acceptată pe scară largă în cel de-al Treilea Reich (28).”
Argumentul general al lui Staudenmaier este că „de multe ori nu au existat linii clare de demarcare între teosofie, antroposofie, ariosofie, astrologie și mișcarea völkisch din care a luat naștere Partidul Nazist”.
Rasismul antroposofiei este spiritual și paternalist (adică binevoitor), în timp ce rasismul fascismului este materialist și adesea malign. Olav Hammer⁠(en)[traduceți], profesor universitar expert în noile mișcări religioase și studiile academice asupra ezoterismului occidental, confirmă că acum caracterul rasist și antisemit al învățăturilor lui Steiner nu mai poate fi negat, chiar dacă este vorba de „rasism spiritual”.
De fapt, „Operele complete ale lui Steiner, în plus, însumând peste 350 volume, sunt pline de contradicții interne și inconsecvențe severe în chestiuni rasiale și naționale”.
Potrivit lui Munoz, în perspectiva materialistă (adică fără reîncarnări), antroposofia este rasistă, dar în perspectiva spirituală (adică reîncarnările obligatorii) nu este rasistă.
„Una dintre cele mai perspicace contribuții la acest domeniu este studiul de caz al lui Peter Staudenmaier despre antroposofie, care a demonstrat rolul ambiguu al antroposofilor în Italia fascistă și Germania nazistă”. Potrivit lui Staudenmaier, autoritățile fasciste și naziste au văzut ocultismul nu ca fiind deviant, ci drept profund familiar.

## Gnosticism

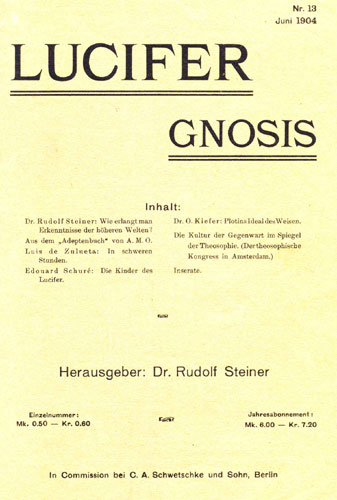
Revista teosofică de

Gnosticism înseamnă „În sensul cel mai larg al termenului, acesta este orice învățătură spirituală care spune că cunoașterea spirituală (greacă: gnosis) sau înțelepciunea (sophia) mai degrabă decât credința doctrinară (pistis) sau decât o practică rituală este calea principală către realizarea spirituală supremă.”
Teozofia, împreună cu sora sa continentală, Antroposofia... sunt gnosticism pur îmbrăcat în straie hinduse...— C.G. Jung
Potrivit lui Jane Gilmer, „Jung și Steiner erau amândoi versați în gnoza antică și amândoi au proiectat o schimbare paradigmatică în modul în care trebuie transmisă”.
După cum a spus Gilles Quispel⁠(en)[traduceți], „La urma urmei, Teozofia este o formă păgână, Antroposofia o formă creștină a gnozei moderne”.
Maria Carlson a afirmat că „Teosofia și antroposofia sunt sisteme fundamental gnostice în sensul că ele postulează dualismul Spiritului și Materiei”. Ea a mai afirmat că Teozofia și Antroposofia „sunt ambele doctrine gnostice moderne”.
Robert McL. Wilson⁠(en)[traduceți] în The Oxford Companion to the Bible este de acord că Steiner și antroposofia sunt sub influența gnosticismului.
Punctul de vedere oficial al Bisericii Catolice este că antroposofia este „o erezie neognostică”. Alți ereziologi sunt de acord. Apologetul luteran (Sinodul Missouri) și ereziologul Eldon K. Winker l-a citat pe Ron Rhodes că Steiner avea aceeași hristologie precum Cerintus⁠(en)[traduceți] (un lider creștin din secolul I d.Hr., în cercetările istorice ceva mai vechi calificat drept gnostic). Într-adevăr, Steiner considera că Isus și Hristos erau două ființe diferite, care au fuzionat la un moment dat, ceea ce poate fi interpretat drept gnosticism, dar nu docetism, deoarece „ei nu cred că Hristos l-a părăsit pe Isus înainte de crucificare”. „Hristologia lui Steiner este discutată ca element central al gândirii sale în Johannes Hemleben, Rudolf Steiner: A Documentary Biography, traducere Leo Twyman (East Grinstead, Sussex: Henry Goulden, 1975), pp. 96-100. Din perspectiva creștinismului ortodox, se poate spune că Steiner a combinat o înțelegere docetică a naturii lui Hristos cu erezia adopționistă.” Cercetări ceva mai vechi afirmă: Hristologia lui Steiner este nestoriană. Potrivit lui Egil Asprem, „Hristologia lui Steiner a fost, totuși, destul de heterodoxă și cu greu compatibilă cu doctrina oficială a bisericii”.
Steiner a fost gnostic? Da și nu. Da, din punctul de vedere că a oferit perspective și metode pentru o experiență personală a lui Hristos. Am formulat acest aspect al operei sale drept cheie hermeneutică: „nu eu, ci Hristos în mine”. Nu, din punctul de vedere că el nu încerca să restabilească practicile gnosticismului într-o tradiție neognostică. Steiner era, în vremurile sale, foarte conștient de preocupările exprimate mai recent de Papa Francisc cu privire la cei doi dușmani subtili ai sfințeniei, gnosticismul contemporan și pelagianismul contemporan.— Samson 2023, p. 180.
Desigur că Steiner a inclus elemente gnostice în reinterpretarea sa cosmologică a creștinismului, multe dintre ele din Pistis Sophia, dar Steiner nu era un gnostic în sensul cuiva care susținea că lumea este condusă de un demiurg, că materia este rea sau că este posibil să scăpăm din acest univers căzut prin dobândirea cunoașterii spirituale secrete. A caracteriza structura gândirii sale ca fiind derivată din gnoza sirio-egipteană (Ahern 2010) poate fi un pic prea forțat și minimizează faptul că el a criticat creștinismul gnostic timpuriu, pe motiv că acesta nu avea o idee adecvată despre Isus ca om în carne și oase.— Hudson 2019, p. 510.
Pentru antroposofi Mesia a constat din cei doi copii Isus, unul dintr ei fiind reîncarnarea lui Buddha (copilul Isus pe linie natanică), iar celălalt a lui Zoroastru (copilul Isus pe linie solomonică, copil care a murit înaintea celui natanic). Conform lui Rudolf Steiner, Eul copilului Isus solomonic a părăsit corpul acestuia, în momentul în care „Eul suprem” a intrat în corpul copilului Isus solomonic, vechiul său Eu unindu-se cu corpul eteric al copilului solomonic decedat, combinație care s-a reîncarnat într-un nou copil.
Monty Waldin observă că cei doi copii Isus sună eretic pentru creștinii obișnuiți.
Anthony Mellors afirmă că interpretarea Bibliei dată de Steiner este eretică.
Conform unor savanți catolici antroposofia ține de New Age. George D. Chryssides⁠(en)[traduceți] consideră de asemenea că Steiner este New Age sau cel puțin un precursor al New Age-ului.
Între 1903 și 1910, Steiner a publicat mai multe texte gnostice, în timp ce acea editură avea intenția de a submina creștinismul ortodox.
Elizabeth Dipple a afirmat că sistemul lui Rudolf Steiner era un „sistem antroposofic neoplatonic, semi-gnostic, ocult [...] cu loialitate față de creștinismul mistic, rozicrucianism și anumite versiuni ale spiritismului [...]”.
Conform lui Heiner Ullrich, punctul de vedere al lui Steiner era cel al unui „gnostic neoplatonic”. Gareth Knight⁠(en)[traduceți] e de acord că Steiner era neoplatonic. Brandt și Hammer descriu antropologia lui Steiner (spirit, suflet și trup) ca fiind neoplatonică.
Carl Abrahamsson a menționat că Steiner afirma un Hristos gnostic.
Cercetătoarea laică Joan Braune este de acord că antroposofia este gnosticism.
Nicholas Goodrick-Clarke a descris antroposofia ca fiind o ramură [modernă] a gnosticismului antic, în special a „eonilor pleromei valentiniene”.
Teologia lui Steiner este „mântuire prin păcătuire”, el acuza creștinii de treabă că ucid spiritul creștinismului.

## Recepție
Mai rău, nici el nu putea fi un adevărat filozof; teosofia și antroposofia sa și umanismul Waldorf în special erau considerate pseudoștiință sau, în cel mai bun caz, pedagogie, nu un sistem filozofic. Credențialele lui Steiner nu erau o activitate profesională la nivel universitar. [...] Cercetarea germană mainstream l-a numit „autodidact, cu un profesor prost” și „intelectual-țigan”.144 Nu în mod neobișnuit pentru practicanții de la marginea societății, el a fost acuzat de trădare de clasă.— Thorsten J. Pattberg
Otto Scharmer, senior lecturer la Massachusetts Institute of Technology și creatorul Theory U, afirma într-un interviu: „Există o sursă mai adâncă în tradiția vestică, ce a fost ascunsă, și care include o metodă științifică bazată mai mult pe fenomenologie. Este în direcția în care, de exemplu, Goethe și-a dezvoltat știința. Apoi prin Steiner ea a devenit mai accesibilă celorlalți. Ea dezvoltă o metodă ce se află în conexiune cu întregul.”
Anthony Storr a afirmat despre antropozofia lui Rudolf Steiner: „Sistemul său de credință este atât de excentric, atât de nesusținut de dovezi, atât de vădit bizar încât scepticii raționali nu pot să-l considere decât delir.... În timp ce maniera lui Einstein de a percepe lumea prin gândire a fost confirmată experimental și matematic, cea a lui Steiner a rămas intens subiectivă și nu se pretează la confirmare obiectivă.”
Analiștii moderni, printre care Michael Shermer, Edzard Ernst⁠(en)[traduceți], Simon Singh și David Gorski, au denumit pseudoștiințifice aplicările antropozofiei la medicină, biologie și agricultură biodinamică. Pe de altă parte, antroposofia a fost numită „cea mai importantă societate ezoterică din istoria Europei”.
După cum a observat Hammer, aceasta înseamnă că antroposofia adăpostește pretenții empirice extinse privind „cele mai diverse subiecte: chestiuni definite în mod normal ca aparținând domeniului științei, dar imune la critica științifică din cauza dihotomiei radicale a lui Steiner – agronomie, chimie, farmacologie, fiziologie, anatomie, astronomie, psihologie a dezvoltării, astronomie etc.” (Hammer 2004, 227).— Hansson 2022.
Conform lui Dan Dugan, Steiner a promovat următoarele susțineri pseudoștiințifice:
1. teorie a culorilor greșită;[134]
2. critică obtuză asupra teoriei relativității;[134][143]
3. idei ciudate despre mișcările planetelor;[134]
4. susținerea vitalismului;[134]
5. îndoieli asupra teoriei germenilor infecțioși;[134]
6. abordare ciudată a sistemelor fiziologice;[128]
7. „inima nu este o pompă”.[128][144][145]

Epistemologia oferită de antroposofie reprezintă o regresie la modurile de gândire pre-științifice.
Alții numesc antroposofia „paraștiință”, dar nu neagă faptul că ea este o pseudoștiință.
Steiner este de asemenea vestit pentru afirmații bizare, cum ar fi „tricotajul produce o dantură puternică” sau „a stimula prea puternic inteligența produce nanism”. Acesta este motivul pentru care elevii școlilor Waldorf croșetează și tricotează.
De asemenea, Steiner a susținut pseudoistoria, de exemplu relatări din Atlantida și Lemuria.
Steiner a mai afirmat „de exemplu, o insulă precum Marea Britanie înoată pe mare și este ținută la suprafață de forțele stelelor. De fapt, astfel de insule nu stau direct pe o fundație; ele înoată și sunt ținuțe la suprafață din afară.”
Antroposofia consideră că știința mainstream este ahrimanică.
Conform lui Zander, cartea lui Steiner Geheimwissenschaft [Știința ocultă] conține mitologia lui Steiner despre cosmogeneză. Hammer observă că antroposofia este o sinteză care include ocultismul. Hammer observă de asemenea că doctrinele oculte ale lui Steiner au o puternică asemănare cu teosofia post-Blavatschi (de exemplu Annie Besant⁠(en)[traduceți] și Charles Webster Leadbeater⁠(en)[traduceți]). Potrivit lui Helmut Zander, intuițiile clarvăzătoare ale lui Steiner au apărut întotdeauna după același tipar. El a luat texte revizuite din literatura teosofică și apoi le-a trecut drept propriile sale intuiții superioare. Pentru că nu a vrut să fie un povestitor ocult, ci mai degrabă un om de știință (spiritual), și-a adaptat lectura, care privea supranatural în memoria lumii, la stadiul actual al tehnologiei. Când frații Wright au finalizat zboruri cu planoare și în cele din urmă cu aeronave motorizate din 1903 încoace, în 1904 Steiner a schimbat gondola de dirijabil din relatările sale despre Atlantida în aeronave cu eleroane și cârme.
Agenția guvernamentală franceză anti-secte MIVILUDES⁠(en)[traduceți] a raportat că rămâne vigilentă cu privire la antroposofie, în special din cauza aplicațiilor sale medicale deviante și a muncii sale cu minori (pedagogie Waldorf), și că lucrările lui Grégoire Perra⁠(fr)[traduceți] care critică sever medicina antroposofică nu constituie defăimare. Medicii antroposofici cred că bolile sunt cauzate în primul rând de karmă și demoni, mai degrabă decât de cauze materialiste. Evanghelia după Luca este manualul lor principal de științe medicale; acest lucru îi face să creadă că au puteri magice și că medicina este în esență o formă de magie. Organizația profesională franceză a medicilor antropozofi l-a dat în judecată pe domnul Perra pentru astfel de afirmații; au fost condamnați să plătească despăgubiri de 25.000 de euro pentru că l-au dat în judecată în mod abuziv.
Potrivit lui Egil Asprem, „Învățăturile lui Steiner aveau o alură clar autoritară și au dezvoltat o polemică destul de grosolană împotriva « materialismului », « liberalismului » și « degenerării » culturale. [...] De exemplu, medicina antroposofică a fost dezvoltată pentru a contrasta cu medicina « materialistă » (și prin urmare « degenerată ») a establishment-ului.”
Benjamin Lazier îl numește pe Steiner un „educator rebel”.
George Bălan a scris: „Încă înaintea nazismului și a comunismului, Ortodoxia și Catolicismul declaraseră război antroposofiei pentru a fi îndrăznit să pășească pe un teritoriu considerat ca domeniu privilegiat al Bisericii.”
Conform unei interpelări din Senatul Franței, teoriile lui Steiner sunt fanteziste, lucru care nu le-a împiedicat să aibă succes la public. Faptul a fost de asemenea recunoscut de cotidianul Libération.